# Тину Иннепалу
Тину Иннепалу (ест. Tõnu Õnnepalu, псевдоніми Еміль Тоде та Антон Ніґов, ест. Emil Tode, Anton Nigov; *13 вересня 1962, Таллінн) — естонський письменник та поет.